# أماتا كابوا
أماتا كابوا (بالإنجليزية: Amata Kabua)‏ (و. 1928 – 1996 م) هو سياسي من جزر مارشال ولد في جالويت.

## روابط خارجية
- أماتا كابوا على موقع ميوزك برينز (الإنجليزية)